# Athyrium viridescentipes
Athyrium viridescentipes är en majbräkenväxtart som beskrevs av Kurata. Athyrium viridescentipes ingår i släktet Athyrium och familjen Athyriaceae. Inga underarter finns listade.